# Nacho Martín Gómez
Ignacio Martín Gómez (Noreña, 19 de marzo de 2002), conocido deportivamente como Nacho Martín es un futbolista español que juega como centrocampista en el Real Sporting de Gijón de la segunda división española.

## Trayectoria
Nacido en Noreña se forma en el fútbol base del Real Sporting de Gijón tras pasar por el Condal Club y debuta con el filial el 17 de octubre de 2020 al partir como titular en una derrota por 2-4 frente a la Cultural y Deportiva Leonesa en la Segunda División B. El 1 de julio de 2021 renueva su contrato con el club y asciende definitivamente al filial.
Logra debutar con el primer equipo el 7 de octubre de 2022, haciéndolo además en un partido disputado en El Molinón de Gijón, tras entrar como suplente en los minutos finales de una victoria por 3-1 frente al Villarreal CF "B" en la Segunda División. En enero de 2023 pasó a integrar definitivamente la plantilla del primer equipo, contando con mucha participación en el tramo final de la temporada y siendo una pieza importante en las alineaciones del técnico Miguel Ángel Ramírez. En la siguiente temporada fue una pieza clave del equipo, siendo elegido mejor jugador del mes de abril de 2024, en el que se lesionó y a partir entonces su participación disminuyó ligeramente.

## Clubes
Actualizado al último partido disputado el 12 de junio de 2024.
| Club                   | País   | Año        | Partidos | Goles |
| ---------------------- | ------ | ---------- | -------- | ----- |
| Sporting de Gijón "B"  | España | 2020-2023. | 46       | 0     |
| Real Sporting de Gijón | España | 2023-act.  | 33       | 0     |